# IC 2788-1
IC 2788-1 — галактика типу S (спіральна галактика) у сузір'ї Лев.
Цей об'єкт міститься в оригінальній редакції індексного каталогу.